# Закусілов Денис Сергійович
Дени́с Сергі́йович Закусі́лов — підполковник Збройних сил України.
Брав участь у миротворчій місії в Ліберії, лікар-хірург 56-го окремого вертолітного загону ЗС України.
Станом на серпень 2014-го — начальник медично-санітарної частини 93-тя окрема механізована бригада. Потрапив до російського полону при виході з Іловайська. Разом з рядовим Віталієм Іскрою 30 днів перебували в полоні в Донецьку, попередньо зазнавши численних осколкових поранень. Спецоперацію зі звільнення здійснював підрозділ «Київ-Центр». Лікувався в одній з приватних київських клінік.
Станом на квітень 2016 року очолює травматологічне відділення Миколаївського військового госпіталю.

## Нагороди
За особисту мужність, сумлінне та бездоганне служіння Українському народові, зразкове виконання військового обов'язку відзначений — нагороджений
- 15 вересня 2015 року — орденом Богдана Хмельницького III ступеня.